# Радунице
Радунице су насељено мјесто у општини Жепче, Босна и Херцеговина.

## Историја
Радунице је до 2001. био у саставу општине Маглај.

## Становништво
|             | 2013.        | 1991.        | 1981.        |
| Укупно      | 312 (100,0%) | 601 (100,0%) | 716 (100,0%) |
| Хрвати      | 309 (99,04%) | 598 (99,50%) | 713 (99,58%) |
| Срби        | 2 (0,641%)   | –            | 1 (0,140%)   |
| Остали      | 1 (0,321%)   | 1 (0,166%)   | 1 (0,140%)   |
| Југословени | –            | 2 (0,333%)   | 1 (0,140%)   |